# 任宗德
任宗德（1910年10月30日—2007年1月15日），四川省乐山县东大街人。1980年5月任全国政协文史专员。1983年第六届全国政协委员。1988年第七届全国政协委员。1993年任全国政协文史委员会委员。

## 生平
幼年读天主教会小学。15岁到重庆私立世才中学读书。19岁赴北平私立华北大学预科攻读化学，到北平化学工艺社学习日化产品生产。毕业后走实业救国的道路，在重庆天成厂职员。1938年，重庆天成厂破产，带着厂里遣散的部分机电设备，看准时机，入股了四川合川的胜利酒精厂，负责筹建重庆化龙桥营业处。1939年夏天自筹资金开办了一家独立的国防动力酒精厂。年仅30岁积累了百万美元资金。经冉琴舫介绍，将化龙桥办事处的房子租给重庆《新华日报》社作为营业部。为重庆《新华日报》提供了上千万的周转资金和资助，报社经理熊瑾玎和夫人朱端绶说“那时的国防动力酒精厂就是新华日报的金库”。重庆韦家坝16号国防动力酒精厂总管理处安置了很多共产党和民主人士，如周竹安。周恩来曾在此召开民主人士座谈会。乐山老乡郭沫若常常在这里会客。周恩来称任家是“进步文化界的活动据点”。郭沫若称任家为战时“文化之家”。1944年在大溪口开办了和泰面粉厂和昆仑锯木厂，职工大都是中共地下党成员。
由任宗德、周宗琼夫妇为出资人的大孚出版公司是在周恩来亲自指导下在重庆成立的第三线出版社，第一线是新华日报社这种公开面目出现的，第二线是生活书店这样明显进步色彩的。一旦第二线文化单位被当局封闭，可以出来接替工作，继续进行文化斗争的一个据点。在重庆时，由陶行知邀集沙千里、翦伯赞、周竹安、任宗德、周宗琼等一起筹办，郭沫若也参与此事并说人民要大声疾呼，建议叫“大呼”出版社。但在向重庆市社会局办理工商登记时，周竹安从隐蔽斗争的角度考虑，遂取了“大呼”的谐音改为“大孚”。成立时，陶行知任总编辑、沙千里任总经理。日常工作由周竹安负责。
抗战胜利后，1945年秋，周恩来通过阳翰笙传话，请任宗德出资在上海建立一家电影制片厂，作为中共在国统区的文化阵地。为此，1946年在重庆由任宗德、周宗琼夫妇发起成立昆仑影业公司。昆仑这个名字是任宗德提出的，因为在重庆时，他和中共龚饮冰开办过一家昆仑锯木厂，他们觉得这个名称不错，既含民族特色又有艺术韵味，同时表明了攀登电影艺术高峰的决心。也使用上海徐家汇摄影场，但由于没有创作人员，除与大业公司合拍过《迎春曲》外，一直没有出品。
1946年3、4月间，在上海市余庆路爱棠新村13号任宗德家中，由阳翰笙主持，袁庶华、史东山、蔡楚生、蔡叔厚、任宗德等一起商议筹组联华影艺社。
1946年的4月，陶行知来到上海。遵照中共南方局的指示，大孚出版公司亦从重庆迁到上海，在徐家汇附近的余庆路爱棠新村13号任宗德、周宗琼寓所的二楼作为办公场所开展工作。出版了陶行知《行知诗歌集》、翦伯赞《中国史纲》和郭沫若《沸羹集》等著作。1946年7月25日陶行知在任宗德的上海市余庆路爱棠新村13号寓所突患脑溢血昏厥去世。当天，周恩来向中共中央报告，称陶“是一个无保留追随党的党外布尔什维克”。之后，遵照周恩来的指示，大孚出版公司出资举办陶行知的葬礼活动，翦伯赞、任宗德参加在震旦大学举行的陶行知追悼大会。1946年10月，周恩来在从国统区返回延安前夕，于马斯南路中共代表团上海办事处（周公馆）紧急约见翦伯赞、任宗德、周宗琼。周恩来说：“陶先生的事业党要支持，大孚出版公司要继续办下去”，并指定翦伯赞接替陶行知出任大孚出版公司的总编辑。周恩来对任宗德说，要在上海办一家电影制片厂，用来安置抗战胜利后从内地来到上海的部分左翼文艺界人士，同时可以占领国统区的电影文化阵地，坚持这一文艺阵地，拍出好的影片，迎接新中国的到来。1946年11月周竹安奉调上海的吴克坚系统帮助工作。周竹安的公开身份是任宗德在上海创办的用来安置抗战后从内地来到上海的一些左翼文艺界人士的昆仑影业公司秘书和任宗德出资、陶行知创办的大孚出版公司编辑。1947年的5月间，周竹安陪吴克坚来爱棠新村13号，吴克坚说有一处地下机关需要紧急转移，急需黄金50两，希望大孚出版公司能以顶房名义将拉都路敦和里（今襄阳南路306弄）的一处房屋顶下来，然后让地下机关安全转移。周宗琼要王敏立即去办理顶房手续，然后要王敏搬进去居住到1947年底。1947年10月翦伯赞被迫赴香港，大孚日常工作由周竹安和王敏负责。
联华影艺社以大资金投拍严肃题材的巨片，在当时的电影业中可谓独树一帜。第一部影片是由史东山编导、王为一为副导演的取材于随军抗敌演剧队队员的艰苦生活的《八千里路云和月》，于1946年9月24日在徐家汇摄影场开机。1947年2月上映，取得乐轰动性的成功。不久，由蔡楚生、郑君里联合编导的《一江春水向东流》也投入了拍摄。由于十万美元制片资金已全部用完，电影拍摄面临经费的巨大缺口。1947年5月，章乃器撤资联华影艺社。1947年5月联华影艺社与规模很小的昆仑影业公司合并，仍沿用“昆仑影业公司”名义，按股本计算夏云瑚占六成（五万美元，实际是新加坡的唐瑜以预付片款寄给昆仑拍片的，但是夏瞒过了其他人）、任宗德占三成、蔡叔厚占一成（实际上为中共出资）。夏云瑚任董事长。任宗德任总经理。蔡叔厚任总稽核。阳翰笙任编导委员会主任，制定和掌握制片方针、培养干部的规划并组织实施。条件艰苦，摄影棚靠租，摄影机是老式法国“拜尔豪”单镜头的“独眼龙”。公司仅限美金4万元，靠借五分息之美金拍片。但从1945年至1949年相继拍摄了《八千里路云和月》、《一江春水向东流》、《新闺怨》、《万家灯火》、《希望在人间》、《关不住的春光》、《丽人行》、《希望在人间》、《三毛流浪记》、《乌鸦与麻雀》等进步影片。任宗德对昆仑公司的管理进行了改革，健全了制度。但他的经营仍十分艰苦，不但卖掉了洋房来拍电影，还经常向朋友轧头寸。他从一位利润丰厚的企业家，变成了 “烧钱”的电影事业家。周宗琼赴四川采购了几船粮食，顺长江运到上海，分发给昆仑职工，解决断米之困。任宗德四处筹措资金，最后变卖了爱棠新村13号花园别墅，换得黄金670两，使昆仑得以维持。大孚出版公司搬到霞飞路（今淮海路）永业大楼办公。1948年底，吴克坚派周竹安立即赶赴长沙架设与秘密地下电台，策动湖南省政府主席程潜和第一兵团司令陈明仁起义。临行前周竹安要求王敏守摊子，将大孚出版公司工作维持到上海解放。
1947年9月1日夏云瑚作出撤资决定。《一江春水向东流》是在1947年10月上映，获得中国电影有史以来最大的票房成绩。1947年秋，昆仑总经理任宗德邀请黄宗英到昆仑拍摄田汉编剧的《丽人行》，同她签订了基本演员合同。之前，黄宗英看过《一江春水向东流》，放映中，电影院里哭泣声此起彼伏，她震惊无比。黄宗英后来回忆说，自己只是一名普通演员，当时不可能知晓昆仑幕后决策层的一些隐秘情况，但她从昆仑出品的影片都是思想进步的这方面看，还是能感悟到这是一家追求革命的、非纯粹商业化运作的电影公司。
1948年下半年夏云瑚真正撤资，提走了500两黄金，远走香港、南洋。1948年冬天，阳翰笙奉命经香港转往华北解放区，临行前指示坚守岗位的昆仑地下党职工，拍摄一部反映蒋家王朝日暮途穷，人民大众盼望黎明的影片，决定由赵丹、沈浮、王林谷、徐韬、陈白尘和郑君里集体创作《乌鸦与麻雀》。那时，紧急戡乱大检举，白色恐怖严峻，为了避开耳目，赵丹等人商量之后，决定打扮得漂亮潇洒，假装去湖南路任宗德家打麻将，分别躲到了任家，连续6天6夜闭门不出，构思创作，完成了剧本。剧本完成，立马投入了拍摄。淞沪警备司令部觉察后认为“鼓动风潮，扰乱治安，破坏政府威信，违反戡乱法令”，命令着即停拍，影片只好关机，并将剧本隐藏到徐家汇摄影棚顶层保存。1949年，昆仑影业公司部分人员转移到香港开办分支机构——南国影片公司。1949年5月27日上海解放，第二天任宗德就接到随解放大军进城的夏衍来电，要他到中国人民解放军上海市军事管制委员会文管会见面。夏衍指示昆仑能尽快推出新影片，迎接新中国的成立。1949年6月，中央电影局局长袁牧之电召任宗德进京；周恩来接见他说：昆仑过去拍了不少好影片，现在解放了，更要拍出更多好的影片。回沪后任宗德作了传达。《乌鸦与麻雀》继续拍摄，1950年上映。1950年公司拍摄《武训传》，1951年初上映，1951年5月20日,《人民日报》发表毛泽东写的社论《应当重视电影 (武训传) 的讨论》。开展的对电影《武训传》的批判运动。1951年9月昆仑公司与长江电影制片厂合并，成立公私合营长江昆仑联合电影制片厂（简称“长昆厂”）。1952年1月20日以长江昆仑联合电影制片厂为基础，加入文华、国泰、大同、大光明、大中华和华光等私营电影公司组成准国营性质的上海联合电影制片厂（简称“联影”）。于伶任厂长，叶以群、吴邦藩任副厂长。1953年2月联影被并入上海电影制片厂。
1951年春，周竹安、任宗德、王敏在北京碰头，获悉中共华东局宣传部决定将上海三家与党有联系的出版社海燕书店（由进步出版家俞鸿模创办）、群益出版社（由郭沫若创办）、大孚出版公司合并成一家新的新文艺出版社（今上海文艺出版社）。时任北京大学历史系主任的翦伯赞认为“陶行知先生的事业应该继续下去。”1951年底，华东局宣传部派文艺处处长刘雪苇和文艺处文学科长王元化分任新文艺出版社的社长与总编辑。至此，大孚出版公司完成了中共南方局赋予的第三线任务。
任宗德后任上海电影制片厂财务处副处长、中央电影局基建处副处长、中国电影器材公司工作人员。1969年到湖北咸宁的文化部“五七干校”下放劳动2年。1972年回京治疝气病。1980年妻子到香港继承遗产，全家移居香港，中共中央统战部副部长童小鹏设宴送行。1995年由香港回京疗养。病逝于北京。葬于乐山城郊一碗水。

## 家人
妻子周宗琼（1910年11月6日-1996年5月2日）重庆江津人。1933年从北平第一女子高中理科班毕业回到家乡江津的一所小学任教，次年出任校长。1936年结婚。中华人民共和国成立后在重庆参加土改工作。1954年调国家水利部器材处任副处长、后任经理处副处长、综合处顾问。1956年加入了中国共产党。1982年落实离休待遇时，邓颖超批示：参加革命时间1939年，干部级别11级。

## 著作
回忆录《我与昆仑》。